# 10101〜“WILL”The Starship〜
『10101〜“WILL”The Starship〜』（いちまるいちまるいち ウィル・ザ・スターシップ）は1997年11月6日にサンテックジャパンよりプレイステーション用ソフトとして発売されたコンピュータRPGである。製作総指揮は同社社長・小澤夢生の兄である小澤公平。
『里見の謎』に次ぐサンテックのプレイステーション参入第2弾ソフトとして発売された。『里見の謎』同様、プレイステーション史上屈指のクソゲーと呼ばれている。

## ゲーム説明
宇宙空間を飛ぶ宇宙戦艦「ウィル」を舞台に、スペースオペラファンタジーが展開される。
『里見の謎』同様、ハード仕様を生かし切れないグラフィック、珍妙なキャラクター名、なかなか展開が進まないなど、笑いの要素も詰まったクソゲーを超えるバカゲーである。一方でゲームを楽しむことへの敷居がその特異な仕様により高くなっているため、プレイヤー目線で言えば単純に完成度の低いクソゲーに過ぎない、という意見もある。もともと音楽制作会社であったサンテックがゲームの常識を理解していないがためにこのような完成度の低いゲームが生まれたという評価が一般的である。

### 特徴
- 説明書が8ページしかない。よって3回めくると内容が終わってしまう。肝心のボタン操作方法は最後のページに書かれており、他の内容も断片的過ぎて意味がわからない。他にアンケートはがきが付属している。
- オープニングやメーカーロゴが長い上に飛ばせない。
- ニューゲームを始めるといきなり戦闘画面になる。その後長々と説明が始まるが、その時の解説者の顔がメッセージゾーンと画面イラストとで全く異なる。
- セーブ領域が2ブロック30セット用意してあり、ロード、セーブ共に遅い。セーブ時のメモリーカードやコントローラの抜き差しを注意する文が『セーブが終わるまでそのままの姿勢で、お待ちください』で、文面からは姿勢の固定を強要される。また、セーブが終わると『おめでとうございます、セーブは無事完了しました』と何故かセーブが無事に行われた事を祝福される。
- 妙な台詞が多い。クルーと会話が可能だが、ストーリー上全く無関係な上、どうでもいい内容が多い。本作では『里見の謎』に比べ格段にボイスが増えており、ほぼ全てのキャラクターがしゃべる。
- 飯島愛の声優初挑戦作品と大々的に帯に描かれている（しかし実際には、本作より2年前に発売されたスーパーファミコン用ゲーム『マジカルポップン』で声を当てており、「初挑戦」ではない）。飯塚雅弓などの人気声優も参加しているが、石田彰に至ってはパッケージに名前の記述すらなく、ゲームの序盤で確認できるのみ。
- 『里見の謎』と同じく島紘子という芸能人学校の生徒（当時）がイメージソング『SPACE MAGIC』の歌唱を担当している。なお、本作のパッケージには『里見の謎』では謎だった島紘子の姿が、顔写真入りで掲載されている。2018年の文献によると、島の起用は「ごり押し」とも取れる抜擢であったという[1]。
- コンピューターの名前だけが和風の「三郎君」。しかもシステムの設定以外は何の役にも立たない。
- パッケージには『里見の謎』と同じようにメーカーが自分で「オススメSFアドベンチャーRPG」というシールを貼っていた。
- BGMは全編にわたってホルストの『惑星』が使われている。オープニングの目的指示のシーンは『木星』、フィールド移動中は『金星』、戦闘シーンでは『火星』、宇宙ステーションでは『水星』など。
- 宇宙戦艦のウィル号は直進と旋回しかできず、目的の場所への移動すらままならずに無駄なエネルギーを消費しまくり、プレイヤーの不快感を煽ってしまうことが多い[1]。
- マップ画面は、PSソフトにもかかわらずファミコン時代を髣髴とさせる2D式の移動画面である。また、RPGなのでエンカウントがあるが、戦闘画面が非常にわかりづらく、敵に砲弾が当たったのかどうかすらよくわからない。
- 移動中は常にエネルギーを消費している[1]ため、そのまま走っているだけですぐガス欠になってゲームオーバーになる。下手をすると数分間移動するだけでゲームオーバーとなることもある。また、隕石が多くマウスカーソルのようなもので船を操作するために操舵性が非常に悪い。障害物である隕石の当たり判定が1ドット単位と妙に凝ってあるために頻繁に引っかかって動けなくなる上に、操作性のためになかなか抜け出せず、エネルギーを無駄に消費し続けてしまう。
- 宇宙ステーションではセーブ、燃料補給のほかVPというお金で自機のパワーアップが可能だが、燃料補給にもVPが必要なのでほとんどのVPは燃料代に消えてしまう。パワーアップに必要なVPはやたらと高く設定されており、事実上役に立たない。
- パワーアップアイテムを回収することでVP不要のパワーアップも可能。しかし、戦闘画面と同じく照準が合わせにくい上に動きがすばやいので、なかなか回収できない。
- 戦闘の時にも消費するエネルギーがなぜか移動エネルギーと同一のものを使用している（つまり推進ブースターと武装エネルギーが同じ）。よってこのゲームの初心者は、宇宙ステーションの周りを行ったり来たりすることと、エンカウント戦闘を繰り返し燃料補給でまたステーションに戻るというループにほぼ確実に陥る。
- 自爆コマンドが存在する。裏技でも何でもなく、普通にある乗務員に話しかけると「自爆」の選択肢が存在しており、自爆を許可すると「さようなら」の声と共にタイトル画面に戻る。
- CDプレイヤーでCD-ROMのトラック2を再生すると、前作と同じように警告メッセージが流れる。

## 登場人物
- シンラ・アネーニャ（声：飯島愛）
- センドー・ユウキ（声：大川透）
- マルチニ・メカフェッチ（声：石田彰）
- ユウ・ヤローン（声：氷上恭子）
- ミルカ・メイロー（声：飯塚雅弓）
- ドク・ヘクーツ（声：小澤公平）
- 三郎君（声：飯塚雅弓）

## タイトルの意味
タイトルの「10101」は二進法に由来する。

## 関連事項
- クソゲー
- バカゲー